# Tilemann Olearius
Tilemann Olearius (* 19. März 1600 in Halle; † 9. April 1671 in Halle) war ein deutscher lutherischer Theologe und Grammatiker.

## Leben
Der Sohn des Theologen Johannes Olearius aus dessen erster Ehe mit Anna Hesshus war erst ein Prediger auf dem Lande, danach Archidiakon an der St. Ulrichs-Kirche in Halle an der Saale und dann Emeritus. Bedeutung erlangte er durch seine im Jahre 1630 anonym erschienene Deutsche Sprachkunst, eine der frühesten Grammatiken der deutschen Sprache.

## Werke (Auswahl)
- Deutsche Sprachkunst. Halle 1630 (anonym; Digitalisat der SLUB Dresden: urn:nbn:de:bsz:14-db-id2848266267; Digitalisat der UB Greifswald: urn:nbn:de:gbv:9-g-3130733).
- Sciagraphica harmoniae propheticae, historicae, legali, & evangelicae.
- Turciae fatum.
- Controversiam regiam de dominio maris. Halle 1648
- Chronologiam apocalypticam.
- Strategementa Dei mirabili.
- Armamentarium spirituale.
- Descriptionem urbis Tyri.
- Blutigen Streit des Römischen Antichrists. Halle 1648

## Familie
Olearius heiratete 1632 in erster Ehe Elisabeth Wogau, eine Tochter des Pfänners Lazarus Wogau in Halle. Die Tochter Catharina aus erster Ehe ehelichte 1650 Andreas Rivinus. In zweiter Ehe war er seit 1667 mit Christiana Mühlfriedel (1627/28–1705) verheiratet, einer Tochter des Pfarrers Christoph Mühlfriedel in Mötzlich b. Halle und seiner ersten Ehefrau Barbara Bartenstein. Die zweite Ehe blieb kinderlos.